# Niphanda stubbsi
Niphanda stubbsi är en fjärilsart som beskrevs av Francis Gard Howarth 1956. Niphanda stubbsi ingår i släktet Niphanda och familjen juvelvingar. Inga underarter finns listade i Catalogue of Life.